# Scientifique en chef de la NASA
Scientifique en chef (en anglais Chief Scientist) est le poste scientifique le plus élevé à la National Aeronautics and Space Administration (NASA). Le scientifique en chef sert de conseiller principal à l'administrateur de la NASA sur les questions scientifiques et d'interface avec la communauté scientifique nationale et internationale, s'assurant que les programmes de recherche de la NASA sont scientifiquement et technologiquement bien fondés et adaptés aux applications prévues.

## Histoire
Le poste de scientifique en chef a été créé pour conseiller l'administrateur de la NASA sur le budget, les objectifs stratégiques et le contenu actuel des programmes scientifiques de la NASA. Le scientifique en chef travaille en étroite collaboration avec les représentants appropriés des entreprises stratégiques de la NASA et des centres de terrain, ainsi qu'avec les comités consultatifs et la communauté externe. Le scientifique en chef représente les objectifs scientifiques et les réalisations de l'agence auprès d'autres agences fédérales, de l'industrie, du milieu universitaire, d'autres organisations gouvernementales, de la communauté internationale et du grand public.
Le scientifique en chef préside le Conseil scientifique de la NASA, un forum de discussion sur les politiques, les pratiques et les problèmes de l'agence du point de vue des disciplines scientifiques.
Le poste de scientifique en chef de la NASA a été supprimé en septembre 2005 et de nombreuses fonctions ont été transférées au sein de la Direction des missions scientifiques (SMD).
Le poste a été rétabli en 2011.

## Liste des scientifiques en chef
- Dr Frank B. McDonald (en), de 1982 à 1987[4]
- Dr Noel Hinners (en), de 1987 à 1989[5],[6],[7],[8]
- Dr France A. Córdova, de 1993 à 1996[9]
- Dr Kathie L. Olsen (en), du 24 mai 1999 à 2002[10],[11]
- Dr Shannon Lucid, de 2002 à septembre 2003
- Dr John M. Grunsfeld, de septembre 2003 à 2004 [12]
- Dr James B. Garvin (en), d'octobre 2004 à septembre 2005[13]
- Dr Waleed Abdalati (en), de janvier 2011 à décembre 2012[3]
- Dr Ellen Stofan, du 25 août 2013 à décembre 2016[14]
- Gale Allen, de 2016 au 30 avril 2018[15]
- Dr Jim Green, du 1er mai 2018 à décembre 2021[15]
- Dr Katherine Calvin, depuis le 10 janvier 2022 (scientifique en chef et conseiller principal sur le climat[N 1])[16]